# Vanuatuhoningeter
De Vanuatuhoningeter (Lichmera incana) is een zangvogel uit de familie Meliphagidae (honingeters).

## Verspreiding en leefgebied
Deze soort komt voor in Nieuw-Caledonië en Vanuatu en telt vijf ondersoorten:
- L. i. incana: Grande-Terre en Ile des Pins (Nieuw-Caledonië).
- L. i. poliotis: Loyaliteitseilanden.
- L. i. mareensis: Maré (Loyaliteitseilanden).
- L. i. griseoviridis: centraal Vanuatu.
- L. i. flavotincta: Erromango (Vanuatu).

## Status
De grootte van de populatie is niet gekwantificeerd maar de soort wordt omschreven als algemeen en wijdverspreid. Op de Rode lijst van de IUCN heeft deze soort de status niet bedreigd.